# Вакцинація проти COVID-19 в Угорщині
Вакцинація проти COVID-19 в Угорщині — це кампанія масової імунізації населення Угорщини проти COVID-19 під час пандемії коронавірусної хвороби. Вакцинація проти COVID-19 населення Угорщини розпочалася 27 грудня 2020 року, як і в більшості інших країн ЄС.

## Програма вакцинації
Близько 20,13 % громадян Угорщини (на основі даних перепису населення 2011 року та офіційної статистики вакцинації) отримали принаймні одну ін'єкцію проти COVID-19 станом на 28 березня 2021 року.

## Передумови
У звітах у березні 2021 року повідомлено, що Угорщина була першою країною в ЄС, яка «почала використовувати китайську вакцину Sinopharm BIBP і російську Спутник V, навіть якщо опитування показали, що довіра громадськості до вакцин, не схвалених в ЄС, була низькою». План Європейської комісії щодо паспорта вакцинації виключав вакцини «Спутник V» і «Sinopharm», оскільки вони не були «авторизованими в ЄС вакцинами». Однією з пропозицій щодо вирішення цієї проблеми було те, що «російські та китайські виробники вакцин подають свою продукцію в EMA для тестування та авторизації». Наприкінці березня 2021 року Угорщина також надала ліцензії на екстрене використання ще двох вакцин виробництва Інституту сироватки крові Індії.

### Застосування вакцин
| Вакцина            | Схвалення    | Використання |
| ------------------ | ------------ | ------------ |
| Oxford–AstraZeneca | Так          | Так          |
| Sinopharm BIBP     | Так          | Так          |
| Pfizer–BioNTech    | Так          | Так          |
| Moderna            | Так          | Так          |
| Janssen            | Так          | Так          |
| Спутник V          | Так          | Так          |
| Convidecia         | Так          | Ні           |
| Novavax            | Так          | Ні           |
| Sanofi–GSK         | В очікуванні | Ні           |
| CureVac            | В очікуванні | Ні           |
| Valneva            | В очікуванні | Ні           |

## Урядові заходи
17 березня 2020 року головний хірург повідомив, що Національна лабораторія безпеки Національного центру безпеки охорони здоров'я успішно виділила вірус COVID-19 із зразка пацієнта з Угорщини, який може використовуватися для дослідження та розробки нової угорської вакцини. Консорціум, заснований відділом імунології факультету наук Будапештського університету, Інститутом біології факультету природничих наук Університету Печа, компаніями «Gedeon Richter» і «ImmunoGenes», бере участь у міжнародних біотехнологічних розробках. Керівник відділу імунології Будапештського університету Імре Качковіц сказав, що продукт, який зараз знаходиться на першому етапі розробки, не буде вакциною, а забезпечуватиме пасивний імунітет. Це не підготує організм до боротьби з вірусом. Через кілька днів після успішної ізоляції дослідницька група біоінформатики Дослідницького центру Яноша Сентаготаї в Університеті Печа та університетські вірусологи вперше в Угорщині розшифрували геном нового коронавірусу людини SARS-CoV-2.